# プジョー・201
プジョー・201（Peugeot 201 ）はプジョーが1929年から1937年にかけて製造・販売していた乗用車である。

## 概要
201はスイス国境近くのソショー工場で製造された。プジョーは1886年にはガソリン車を製造していたが、プジョー初の量産車はこの201である。

201は1929年のウォール街大暴落を受けて、同年のパリモーターショーで発表された。当時存在していたヨーロッパの自動車メーカーの多くはその後起きた世界恐慌の影響で生き残れなかったが、プジョーは安価な車として発売した201のお陰もあって経済危機を乗り越えることができた。1930年代、プジョーはエンジンの容量を拡大したいくつかのバリエーションを発売した。
201の発売当初は最高出力23PS（17kW）/3,500rpmで最高速度80km/h（50mph）の排気量1,122ccのエンジンを搭載していた。その後排気量を1,307ccに拡大したモデルが発売され、最高出力35PS（26kW）の排気量1,465ccのエンジンを搭載したモデルも発売された。他にも商用車モデルやサルーンなどを販売していた。
201は日本にも輸入されており、群馬県高山村にあるロックハート城には、日本で唯一動態保存されている1931年製の201が展示されている。

## ネーミング
201の前身であるタイプ190はプジョーが開発した190番目のモデルであることからこう呼ばれていた。しかし、当時「タイプ190」という名称を知っている顧客はほとんどおらず、同社のパンフレットにも「La 5CV Peugeot」と書かれていた。
タイプ190の後継として201が発表された際、中央に”0”を入れたナンバリングシステムを初めて採用した車となった。その後、このルールを受け継ぎ301や401等のモデルが発表された。

## 参照
1. ↑  https://web.archive.org/web/20120206235329/http://www.peugeot.com/en/history/a-century-of-models/1920-1930/1929--201.aspx
2. ↑  https://hachioji.peugeot-dealer.jp/cgi-bin/WebObjects/111c62d0161.woa/wa/read/pj_16d58c001b5